# Chiesa di San Michele Arcangelo (Povoletto)
La chiesa di San Michele Arcangelo è la parrocchiale di Savorgnano del Torre, frazione di Povoletto, in provincia ed arcidiocesi di Udine; fa parte della forania della Pedemontana.

## Storia
Un edificio esistente al culto esisteva molto probabilmente già in epoca longobarda, ma il primo documento risale al 1275 quando, secondo Francesco di Manzano, nella torre di Cortevecchia trovava alloggio il cappellano dei villaggi di Savorgnano, Racchiuso e Attimis.
Nel Trecento viene documentata una chiesa dedicata a San Michele Arcangelo, con certezza situata nei pressi di quella attuale.
Successivamente, il 31 ottobre 1437 Antonio Savorgnan nel suo atto testamentario lascia un apparamento di pano rosato (...) alla chiesa di San Michel in villa Savorgnan.
La chiesa viene gravemente danneggiata dal terremoto del Friuli del 1511 e viene completamente rinnovata entro il 1557.
Durante la visita pastorale del 1853 viene annotato che la chiesa per quasi tre secoli non aveva subito modifiche e che l'edificio era antico e risultava piccolo per svolgere le sue funzioni. Per questo veniva chiesta la possibilità di un ampliamento, richiesta avanzata nuovamente nella successiva visita pastorale del 1889.
Il campanile viene rialzato, rafforzato e dotato di due campane, lavori che si conclusero nel 1884 con la benedizione dello stesso.
Non appena ricevuta l'autorizzazione alla costruzione della nuova chiesa, si decise la completa demolizione della vecchia chiesa e l'8 luglio 1905 viene posta la prima pietra di quella nuova. I lavori vengono completati in cinque anni e il 20 dicembre 1910 l'arcivescovo Antonio Anastasio Rossi la consacra.
Nel 1970 il manto di copertura è sostituito con un altro in rame. La chiesa viene pesantemente danneggiata dal terremoto del Friuli del 1976 e i lavori di ripristino si concludono nel 1986.